# Peter Nowill
 Peter Nowill  (Brisbane, 15 juni 1979) is een Australische atleet, die is gespecialiseerd in de 3000 m steeple. Eenmaal nam hij deel aan de Olympische Spelen, maar bleef medailleloos.

## Biografie
Peter Nowill begon op dertienjarige leeftijd op school met atletiek. Hij won diverse nationale wedstrijden en titels bij de jeugd in het veldlopen, de 3000 m en de 5000 m.
Vanaf 2000 legde hij zich toe op de 3000 m steeple en een jaar later werd hij voor de eerste maal Australisch kampioen in deze discipline. Ook de vier daaropvolgende jaren was hij de beste van zijn land.
Op de Olympische Spelen van 2004 in Athene liep hij in de reeksen een tijd van 8.29,14 op de 3000 m steeple, waarmee hij zevende eindigde in zijn reeks en zich niet kwalificeerde.
Bij de Gemenebestspelen in 2006 in zijn thuisland Australië eindigde hij als zesde.
De laatste jaren traint de steepleloper in de winter op langere afstanden. Zo werd hij in 2008 elfde bij de Great North Run en in 2011 nationaal kampioen op de marathon.

## Titels
- Australisch kampioen 3000 m steeple – 2001, 2002, 2003, 2004, 2005, 2007, 2012
- Australisch kampioen marathon – 2011

## Persoonlijke records
Outdoor
| Onderdeel      | Prestatie | Datum            | Plaats      |
| -------------- | --------- | ---------------- | ----------- |
| 1500 m         | 3.51,37   | 8 november 2007  | Brisbane    |
| 5000 m         | 13.43,03  | 28 februari 2004 | Sydney      |
| 10.000 m       | 29.28,85  | 15 november 2003 | Runaway Bay |
| 2000 m steeple | 5.39,23   | 26 november 2005 | Brisbane    |
| 3000 m steeple | 8.22,85   | 31 mei 2004      | Rehlingen   |

Weg
| Onderdeel      | Prestatie | Datum          | Plaats     |
| -------------- | --------- | -------------- | ---------- |
| 10 Eng. mijl   | 48.47     | 2008           | Portsmouth |
| halve marathon | 1:04.29   | 5 oktober 2008 | Newcastle  |
| marathon       | 2:19.22   | 2011           | Melbourne  |

## Palmares

### 3000 m steeple
- 2001: 11e Universiade - 8.44,57
- 2002: 6e Wereldbeker - 8.39,22
- 2003: 8e in series WK - 8.26,22
- 2004: 7e in series OS - 8.29,14
- 2005: 11e in series WK - 8.35,35
- 2006: 6e Gemenebestspelen - 8.30,59

### 10 mijl
- 2008: 11e Great South Run - 48.47

### halve marathon
- 2008: 15e Great North Run - 1.04,29

### marathon
- 2010: 8e Londen marathon - 2:27.16
- 2011:  Melbourne Marathon - 2:19.22

### overige afstanden
- 2009: 9e 4 Mijl van Groningen - 18.50

### veldlopen
- 2005: 102e WK - 40.01